# Ingenuus
Ingenuus byl uzurpátor římského trůnu, který se asi v létě roku 260 vzbouřil proti císaři Gallienovi v Sirmiu. Před svou císařskou proklamací zastával funkci správce Panonie.
Vzpoura, kterou podnítil, trvala patrně jen několik týdnů, protože jako císař ani nestihl vyrazit emisi vlastních mincí – jeden z atributů vlády. Císař Gallienus ho porazil za pomoci těžké jízdy vedené Aureolem v bitvě u Mursy a Ingenuus na útěku zahynul (buď spáchal sebevraždu, nebo byl usmrcen). Jeho přívržence Gallienovi vojáci krutě ztrestali, aniž jim v tom někdo mohl zabránit.